# Lilla göljen
Lilla göljen är en sjö i Norrköpings kommun i Södermanland och ingår i Kilaån-Motala ströms kustområde. Lilla Göljen ligger i Fjällmossens naturreservat Natura 2000-område.